# Thuy Trang
Thuy Trang (14 tháng 12 năm 1973 – 3 tháng 9 năm 2001) là một nữ diễn viên người Mỹ gốc Việt được biết đến với vai Trini Kwan, Yellow Ranger đầu tiên trong dàn diễn viên ban đầu của loạt phim truyền hình Mighty Morphin Power Rangers.
Cha của Thuy Trang là một sĩ quan Lục quân Việt Nam Cộng hòa đã rời khỏi đất nước, bỏ lại gia đình sau sự kiện 30 tháng 4 năm 1975. Khi cô lên năm, Trang cùng mẹ và các anh em lên con tàu chở hàng đến Hồng Kông, bắt đầu một hành trình khó khăn và thời gian này Trang bị đổ bệnh. Cả gia đình cô cuối cùng đã đoàn tụ với cha mình tại Hoa Kỳ vào năm 1980 và định cư ở California. Cô quyết định đăng ký theo học Đại học California, Irvine để trở thành kỹ sư dân dụng, nhưng sau đó lại chuyển hướng tập trung vào sự nghiệp diễn xuất khi được một người chiêu mộ tài năng phát hiện.
Thuy Trang đã được chọn vào nhân vật Trini Kwan trong Mighty Morphin Power Rangers, vai diễn lớn đầu tiên của cô, sau khi trải qua một quá trình thử vai cùng với khoảng 500 nữ diễn viên. Giống như các thành viên khác trong dàn diễn viên, Trang chủ yếu thể hiện nhân vật của mình ở những cảnh khi cô không mặc đồng phục Power Rangers; các cảnh chiến đấu trong trang phục là cảnh quay được lấy từ bộ phim truyền hình dài tập gốc của Nhật Bản Super Sentai, với giọng nói của Trang lồng tiếng cho những pha hành động. Thuy đã xuất hiện trong 80 tập của bộ phim, bao gồm toàn bộ mùa một và hai mươi tập đầu tiên của mùa hai. Cô cũng tự mình thực hiện nhiều động tác nguy hiểm trên trường quay và đã bị thương.
Thuy Trang chính thức rời Mighty Morphin Power Rangers vào giữa mùa thứ hai cùng hai diễn viên khác là Austin St. John và Walter Emanuel Jones do tranh chấp về vấn đề hợp đồng và thanh toán; nhân vật cô thủ vai sau đó được thay thế bởi Karan Ashley từ 1994. Hậu loạt phim, cô xuất hiện với vai nhỏ của Spy Hard (1996) và đóng một trong những nhân vật phản diện chính bộ phim The Crow: City of Angels phát hành cùng năm. Trang cũng lên kế hoạch diễn xuất cùng St. John và Jones tại một số dự án điện ảnh, nhưng cuối cùng không có tác phẩm nào được thực hiện. Đến năm 2001, Thuy Trang qua đời trong một vụ tai nạn xe hơi ở tuổi 27.

## Đầu đời
Thuy Trang sinh ngày 14 tháng 12 năm 1973 tại Sài Gòn, miền Nam Việt Nam, có cha là Ky Trang còn mẹ là Be Trang. Cô cũng có hai anh trai và một em gái. Cha cô, một sĩ quan Lục quân Việt Nam Cộng hòa, đã được giao nhiệm vụ bảo vệ Sài Gòn trước cuộc tấn công của Quân đội nhân dân Việt Nam. Sau sự kiện 30 tháng 4 năm 1975, ông buộc phải rời xa gia đình, chạy trốn khỏi đất nước và di cư sang Hoa Kỳ. Trang và gia đình cô đã sống trong một trại tạm giam khi cha cô đệ đơn lên chính phủ Hoa Kỳ để xin tị nạn chính trị cho gia đình mình. Họ sau đó rời khỏi Sài Gòn khi Trang được hai tuổi.
Năm 1979, cô và gia đình bí mật lên con tàu chở hàng đến Hồng Kông, bắt đầu cuộc hành trình gian nan và phải ở cùng nhiều người trong một không gian chật chội, thiếu thức ăn và nước uống. Chuyến đi kéo dài khoảng tám hoặc chín tháng và ít nhất đã có bốn người chết. Thuy Trang bị đổ bệnh vì không được ăn trong một thời gian dài và mẹ cô phải cố gắng nhồi thức ăn xuống cổ họng cô trong khi cô bất tỉnh để giữ cho Trang sống. Thậm chí, có lúc những hành khách khác trên tàu tưởng rằng cô đã chết và muốn ném xác ra ngoài để chừa thêm chỗ cho những người khác lánh nạn, nhưng mẹ cô đã kịp thời ngăn cản họ. Gia đình Trang cuối cùng cũng được đoàn tụ ở Hoa Kỳ vào năm 1980 và định cư tại thành phố Fountain Valley, California.

Trang không nói được tiếng Anh khi mới đến Hoa Kỳ và phải học lại từ đầu. Thời gian này cô cũng bắt đầu học võ Thiếu Lâm và đã có đai đen. Trang tâm sự về việc học môn võ này như sau:
Môn võ này thực sự tốt bởi vì nó tạo nên rất nhiều chí khí và làm cho con người tôi trở nên mạnh mẽ hơn, đặc biệt là sau tất cả những gì tôi đã trải qua để đến được Mỹ. Nó chỉ dạy cho tôi rất nhiều về tôi là ai và tôi là cái gì, cũng như về sự tôn trọng, kỷ luật, sự kiên nhẫn, sự kiên trì và sức bền.
Cha của Thuy Trang qua đời vào năm 1992 khi cô lên 18 tuổi. Thời gian này Trang cũng vừa tốt nghiệp Trường trung học Phineas Banning thuộc khu dân cư Wilmington ở Los Angeles và nhập học tại Đại học California, Irvine (UCI) để trở thành một kỹ sư dân dụng, giống với cha cô và các anh chị em của cô. Trang có sở thích chơi quần vợt, chạy bộ và đọc tiểu thuyết lãng mạn. Cô còn nuôi một con chó tên là Nia. Trang chuyển hướng sang diễn xuất sau khi cô vô tình bắt gặp người chiêu mộ tài năng trong lúc đang đi chơi với bạn bè. Thuy Trang đã được giới thiệu tham gia lớp diễn xuất của UCI vào năm 1992 và được chọn làm diễn viên trong một quảng cáo cho Giáo hội Khoa luận giáo mặc dù bản thân cô là Phật tử. Là thành viên đầu tiên trong gia đình theo đuổi nghiệp diễn, Thuy Trang cho biết cô vẫn có ý định hoàn thành việc học của mình sau này mặc dù đã bước vào con đường diễn xuất.

## Sự nghiệp

### Power Rangers
Thuy Trang đã có được vai diễn lớn đầu tiên của cô vào năm 1993 khi hóa thân thành nhân vật Yellow Ranger Trini Kwan trong loạt phim truyền hình Mighty Morphin Power Rangers. Quản lý của Trang đã sắp xếp cho cô tham gia vào các buổi thử vai cùng với khoảng 500 nữ diễn viên ứng tuyển đến từ những chủng tộc khác nhau. Đạo diễn Katy Wallin cho biết ngày cô thử vai "Thuy Trang rất lo lắng đến mức gần như không thể hoàn thành lần thử vai cuối cùng". Thuy Trang đã đóng cặp với Jason David Frank, giảng viên MMA và diễn viên mà sau này vào vai Green Ranger Tommy Oliver trong buổi thử vai. Buổi tuyển vai được tổ chức tại khu vực nằm trước một phòng khoảng 20 giám đốc điều hành và mỗi diễn viên được yêu cầu luyện thoại cũng như giới thiệu các kỹ năng về mặt hình thể của họ. Khi đến lượt, Wallin, cũng là một giám khảo, đã bảo Trang thực hiện hành động chạy vào phòng la hét, nhảy lên bàn giám khảo và thực hiện một thế karate. Cô làm đúng như những lời đạo diễn nói và sau đó lặng lẽ bước ra khỏi bàn, hoàn thành phần thoại của mình rồi đi khỏi phòng. Sau màn trình diễn, Wallin nhận xét về Trang rằng: "Tôi yêu cô ấy và rất ngưỡng mộ với sự dũng cảm của cô để trở thành Yellow Ranger". Số lượng những ứng cử viên đã thu hẹp xuống còn 10 diễn viên, sau đó là năm, rồi ba, trước khi Thuy Trang được chọn làm diễn viên cuối cùng.

Cảnh giới thiệu nhân vật Thuy Trang đóng trong Mighty Morphin Power Rangers, cho thấy Trang vào vai Trini Kwan (trái) và cô khi hóa thân thành Yellow Ranger (phải).

Vai diễn này ban đầu do nữ diễn viên Audri Dubois đảm nhận trong tập phim thí điểm trước lúc Thuy Trang được tuyển vào. Sau khi có được vai diễn, Trang đã chuyển đến Los Angeles để làm quen với đoàn phim và nhận thấy đây là một sự thay đổi lớn với cô. Thuy Trang mô tả nhân vật do cô vào vai là người "nhanh trí và có một tâm hồn êm dịu", cô cũng cảm thấy nhân vật của mình truyền cảm hứng cho những khán giả mong muốn có một siêu anh hùng người châu Á: "người châu Á không được khắc họa rõ nét trên các phương tiện truyền thông phương Tây và họ có khá ít vai trò ngoại trừ những khuôn mẫu dành cho họ như là dân giang hồ, gái điếm, những thứ như vậy. Đã có rất nhiều người châu Á lớn tuổi nói với tôi rằng tôi đã làm một việc giúp cho cộng đồng người Á châu".
Trang và các bạn diễn khác chỉ xuất hiện ở những cảnh khi họ không mặc trang phục chiến đấu của Power Rangers; những cảnh đánh nhau trong bộ đồ chiến đấu được lấy từ bản gốc của loạt phim là Super Sentai. Trong bản phim này, nhân vật Yellow Ranger có giới tính nam, nhưng các nhà sản xuất người Mỹ lại muốn có thêm phụ nữ trong chương trình và do đó họ đã đổi giới tính nhân vật thành nữ và ở cảnh đánh nhau thì sẽ lồng giọng của Trang vào thay cho nam diễn viên người Nhật kia. Điều này lý giải tại sao trang phục của nhân vật Yellow Ranger lại không có chiếc váy giống Pink Ranger cả ở trong bản phim Mỹ và Nhật. Việc quyết định đưa Thuy Trang, vốn là một diễn viên người Mỹ gốc Á, vào trong vai diễn Yellow Ranger (màu vàng) đã nhận phải chỉ trích và trở thành chủ đề của những lời bông đùa vì màu vàng bị cho là một cách nói kháy với màu da dân tộc. Nhà sản xuất sau đó đã nói rằng không có sự liên hệ nào giữa chủng tộc với màu bộ trang phục của các nhân vật.
Thuy Trang xuất hiện trong 80 tập của loạt phim, bao gồm toàn bộ mùa một và một phần của mùa hai. Trang đã tự mình thực hiện nhiều cảnh quay nguy hiểm trên phim trường. Suốt thời gian góp mặt tác phẩm, cô luôn chạy bộ và luyện tập để giữ dáng và được đào tạo bởi các chuyên gia võ thuật trong đoàn phim, có cả Jason David Frank. Mới chạm ngõ vào nghề diễn xuất, Trang cho biết cô đã học được nhiều điều trong thời gian tham gia bộ phim: "Tôi nhận ra rằng diễn xuất đều tập trung vào sự trung thành và chân thật trong từng khoảnh khắc. Bởi chiếc máy quay có thể nhìn thấy tất cả mọi thứ rất kỹ càng nên nếu bạn trung thành và thành thực, người xem đều sẽ nhận ra". Cô tin rằng chương trình gửi một thông điệp tích cực đến trẻ em, đặc biệt là về tinh thần đồng đội và sự tự tin. Trang đã trở thành bạn thân với bạn diễn Amy Jo Johnson và cả hai thường ngủ chung tại nhà của nhau. Hai người đã ở cùng nhau trong trạng thái hoảng sợ khi trận động đất tại Northridge năm 1994 xảy ra, nhưng họ vẫn buộc phải đến studio để làm việc; dù vậy, đã không có cảnh phim nào được thực hiện vì đoàn phim không đến để quay phim ngày hôm đó. Thuy Trang từng nhiều lần bị thương trên trường quay và thường xuyên được dìu đi trong quá trình ghi hình phim vì những tổn thương này. Jason David Frank giải thích cho việc Trang bị thương rằng: "Cô ấy đã đặt hết công sức của mình vào trong các cảnh phim nên đôi khi sự cố sẽ xảy ra".

Trang đã rời Power Rangers vào giữa mùa thứ hai cùng với hai đồng nghiệp khác là nam diễn viên Austin St. John và Walter Emanuel Jones do tranh chấp về vấn đề hợp đồng và thanh toán. Các diễn viên nhận được một số tiền thù lao không qua công đoàn khoảng 60.000 USD mỗi năm mà không có bất kỳ khoản tiền thêm nào cho việc buôn bán các món hàng liên quan đến phim, được ước tính với trị giá khoảng 1 tỷ USD. Người đại diện cho Trang, St. John, và Jones, Ingrid Wang, sau đó đã yêu cầu một số tiền thù lao lớn hơn và sự công nhận từ công đoàn. Amy Jo Johnson sau này bày tỏ sự hối tiếc vì cô và các diễn viên khác đã không liên minh với ba diễn viên trên để yêu cầu tiền lương và sự công nhận, cũng như tự hỏi nếu tất cả mọi người đều đứng lên cùng nhau thì có thể sẽ đưa đến một kết cục khác. Trong loạt phim, việc những diễn viên cũ rời đi được giải thích bởi các nhân vật khác rằng họ đã được chọn để làm sứ giả của sự kiện quốc tế "Hội nghị Hòa bình" tổ chức ở Thụy Sĩ. Trang, St. John, và Jones sau đó đưa ra một tuyên bố chung cho sự rời đi của họ rằng:
| “ | Sau hai mùa của loạt phim với tư cách là Power Rangers, giờ đây chúng tôi muốn tiến đến các cơ hội mới trong sự nghiệp. Những trải nghiệm khi tham gia Power Rangers sẽ luôn là một phần thú vị và quan trọng trong cuộc sống và sự nghiệp chúng tôi, và thật vui khi thông qua sự có mặt trong chương trình, chúng tôi đã có thể tạo ra sự ảnh hưởng tích cực tới rất nhiều các bạn trẻ. | ” |

"Opposites Attract", tập phim thứ 20 của mùa hai, là tập cuối cùng trong loạt phim Trang tham gia. Nhân vật của cô vẫn xuất hiện trong các tập từ 21 đến 28, nhưng chỉ ở những cảnh khi mặc bộ trang phục và không được khắc họa bởi nữ diễn viên. Tập phim "The Power Transfer" đã chứng kiến sự ra đi của nhân vật do Thuy Trang vào vai khi quyền lực Red, Black và Yellow Ranger được chuyển sang các nhân vật mới thông qua việc sử dụng một vật thể giả tưởng là Thanh kiếm ánh sáng (Sword of Light). Các đoạn phim được lưu trữ và bị loại khỏi bản cắt cuối cùng của St. John, Jones và Trang đã được sử dụng vào những tập phim này. Một nhân vật mới sau đó được thay thế cho Trang là Yellow Ranger Aisha Campbell và thể hiện bởi Karan Ashley, diễn viên được chọn sau một quá trình tuyển vai với hơn 4000 diễn viên từ năm thành phố để vào vai cho ba vai diễn còn trống này. Jackie Marchand, nhà văn và nhà sản xuất chương trình, nói về sự rời đi của ba diễn viên là "một sự thay đổi khó khăn, và nó đã gây ra không khí căng thẳng cho đoàn phim". Margaret Loesch, chủ tịch của Fox Children's Network, cũng đưa ra một tuyên bố về việc này: "Chúng tôi sẽ luôn luôn coi họ như là một phần của gia đình Power Rangers". Trang đã nói về sự ra đi của cô trong loạt phim: "Tác phẩm rất tuyệt vời, nó cho tôi rất nhiều kinh nghiệm nhưng đã đến lúc tôi phải bước tiếp và tập trung vào các bộ phim điện ảnh cũng như đầu tư nghiêm túc hơn vào sự nghiệp của một nữ diễn viên".

### HậuPower Rangers
Vào ngày 4 tháng 1 năm 1995, Trang cùng các bạn diễn trong Power Rangers là St. John và Jones đã tổ chức một buổi hội thảo chủ đề võ thuật tại Điện Capitol Hoa Kỳ ở Washington, D.C, tại đây họ hướng dẫn những kỹ thuật cơ bản về võ thuật cho Newt Gingrich và một số thành viên khác của Hạ viện Hoa Kỳ thuộc Quốc hội Hoa Kỳ khóa 104. Trang và St. John cũng được phỏng vấn trong The Encyclopedia of Martial Arts, một bộ phim tài liệu năm 1995 khám phá lịch sử võ thuật Á Đông và vai trò của chúng đối với nền phim ảnh Hollywood. Trang đã xuất hiện như là khách mời trong các video võ thuật do St. John và Jones thực hiện. Cả ba người cũng lên kế hoạch hợp tác cho một buổi biểu diễn trực tiếp trên sân khấu và đấu trường. Cô đã được mời tham dự Hội chợ Tết Little Saigon, một sự kiện tôn vinh văn hóa Việt Nam tổ chức ở Westminster, California vào ngày 4 tháng 2 năm 1995. Tại hội chợ, cô nói về quãng thời gian khi còn đóng Power Rangers, các khía cạnh khác trong sự nghiệp và những trải nghiệm của bản thân khi cố gắng lấn sân sang lĩnh vực điện ảnh và truyền hình với tư cách là một diễn viên người Mỹ gốc Á.
Vai diễn điện ảnh đầu tiên của Trang là thợ làm móng trong bộ phim Spy Hard ra mắt năm 1996. Tuy nhiên cô đã bị ghi danh nhầm vào vai nhân viên đấm bóp trong phim, vốn do nữ diễn viên Tara Leon đảm nhận và Leon cũng bị ghi danh nhầm sang thành thợ làm móng. Cùng năm này, Trang tiếp tục đóng vai phản diện chính Kali trong tác phẩm The Crow: City of Angels. Trước đó cô từng không được chọn vào vai này và phải đến ngay trước khi bộ phim khởi quay thì mới có được vai diễn. Nhân vật cô hoá thân là thành viên một băng đảng do trùm ma túy khét tiếng Judah Earl cầm đầu, cũng là kẻ đã giết chết nhân vật chính trong phim là thợ may Ashe Corven và đứa con trai tám tuổi của anh sau khi họ chứng kiến tay sai Judah sát hại một đồng bọn buôn bán ma túy. Nhân vật của Trang bị giết bởi Corven sau khi hồi sinh lại trong một cảnh đánh nhau. Dougal Macdonald, cây bút của tờ The Canberra Times, đồng thời là người chỉ trích bộ phim, mô tả Trang "ác độc một cách ngọt ngào". Cũng có những đánh giá khác tiêu cực hơn về màn trình diễn của Trang: nhà văn John Wirt của The Advocate đã gọi cô là "một sự thất bại", trong khi Jon Bowman từ The Santa Fe New Mexico thì cho rằng "sự giễu cợt là đặc điểm rõ rệt nhất ở cô".
Cô đã vào vai khách mời Trini Kwan trong bản phim đầu của Turbo: A Power Rangers Movie (1997), nhưng cảnh có mặt Kwan sau đó lại bị loại khỏi bản cắt cuối cùng. Thuy Trang từng lên kế hoạch tham gia diễn xuất trong một số bộ phim vào giữa những năm 1990 cùng với St. John và Jones, bao gồm Cyberstrike, Act of Courage và Children of Merlin. Dù vậy, không có bộ phim nào trong số ba tác phẩm trên được thực hiện. Ngoài ra, Trang cũng dự kiến sẽ xuất hiện trong một chương trình truyền hình mang tên The Adventures of Tracie Z, nhưng điều này không bao giờ trở thành hiện thực mặc dù một tập thí điểm rõ ràng đã được quay.

## Qua đời
David Yost
Vào ngày 3 tháng 9 năm 2001, Trang đi du lịch cùng bạn của cô, diễn viên kiêm người mẫu Angela Rockwood, cũng là người mà Trang sẽ làm phù dâu trong hôn lễ sắp tới của Rockwood với Dustin Nguyễn. Họ là những hành khách trên một chiếc xe hơi đi Xa lộ Liên tiểu bang 5 giữa San Jose và Los Angeles, chiếc xe trở về vào ban đêm sau khi mọi người đến thăm phù dâu chính của Rockwood ở San Jose trong một ngày cuối tuần Lễ Lao động. Người lái xe, là một phù dâu khác tên Steffiana de la Cruz, đã vấp phải một số viên sỏi nhỏ trong một cái rãnh bên đường và làm xe mất kiểm soát. Chiếc xe bị ngoặt mạnh tay lái sang bên đường trước khi tông phải mặt đá bên lề đường, sau đó lật năm vòng rồi tông vào rào chắn giao thông và lao thẳng qua vệ đường xuống một mặt đá khác. Rockwood bị văng ra khỏi xe ở khoảng cách 35 feet và sống sót, nhưng tủy sống cô thì gặp chấn thương và bị cắt bỏ, khiến cô trở thành người liệt tứ chi. Người lái xe cũng sống sót sau vụ tai nạn. Trang đã bị nội thương; sau khi nhân viên y tế luồn một ống nội khí quản vào cổ họng của cô, máu bắt đầu phun ra do xuất huyết bên trong. Một chiếc trực thăng sau đó được điều đến để chở cô đến bệnh viện, nhưng nữ diễn viên đã qua đời trên đường đi.
Thi hài của Trang được hỏa táng một tuần sau đó vào ngày 10 tháng 9 và tro cốt của cô được rải hoặc chôn cất tại Công viên tưởng niệm Rose Hills ở Whittier, California, mặc dù bia mộ cô không được lập. Các bạn diễn trong Power Rangers gồm Amy Jo Johnson và David Yost đã đến tham dự lễ tang và lễ tưởng niệm nữ diễn viên. Bạn diễn Jason David Frank thì không thể tham dự vì anh trai anh cũng vừa mới mất, nhưng anh vẫn gửi lời chia buồn đến gia đình Trang. Walter Emanuel Jones đã nói về Trang rằng: "Tôi rất đau lòng khi mất đi Trang. Cô còn quá trẻ và còn rất nhiều điều để chia sẻ với thế giới.Năng lượng của Trang là điều thu hút sự chú ý của bạn, và nụ cười của cô sẽ khiến trái tim bạn cảm thấy an toàn". Johnson cũng nói: "Tôi sẽ luôn nhớ về tính cách mạnh mẽ, can trường của cô ấy. Thuy giống như một ngọn đèn sáng. Thật khó để tin vào sự thật rằng Thuy Trang đã ra đi mãi mãi". Một tập phim trong Power Rangers Time Force, "Circuit Unsure", sau đó đã dành phần thời lượng ở cuối tập để tưởng nhớ đến Trang.

### Di sản
Vào tháng 9 năm 2016, một bộ phận người hâm mộ cảm thấy bị xúc phạm bởi các áp phích tiếp thị cho bộ phim Power Rangers mới, mà họ cho là một sự thiếu tôn trọng đối với diễn viên đã khuất Thuy Trang. Áp phích cho thấy hình ảnh của Trini Kwan (do nữ ca sĩ Becky G thủ vai) đang đứng trên một chiếc Zord của cô cùng với dòng chữ "Driver's Ed not required" ("Không cần học lái xe"). Một số người hâm mộ phản hồi lại điều này trên các nền tảng mạng xã hội Facebook và Twitter, nói rằng thông điệp gây khó chịu vì Trang đã chết trong một vụ tai nạn xe hơi, số người dùng khác thì trả lời bằng hashtag "#JusticeforThuy". Tài khoản Twitter chính thức của Power Rangers sau đó đã gỡ bỏ các bài đăng sau những lời chỉ trích, mặc dù nhà phân phối quốc tế của bộ phim, eOne Films, không xóa chúng trong bài đăng tương tự của mình.
Tại một phân cảnh của phim Năm anh em siêu nhân, nhân vật Trini Kwan mặc chiếc áo phông có in "1973" trên đó, thể hiện năm sinh của Trang như một sự tri ân đối với cựu diễn viên chính. Austin St. John, bạn diễn của Trang trong loạt phim cũ, đã bình luận về tác phẩm điện ảnh mới: "Một trong những vai diễn khó nhất để có thể chấp nhận đối với tôi là vai Trini vì Thuy Trang giờ đã đi xa. Sẽ rất khó khăn cho tôi để thấy người khác thế vai này".
Ngày 5 tháng 9 năm 2018, công ty đồ chơi nổi tiếng Funko Inc. đã phát hành món đồ chơi hành động Tượng lắc đầu nhân vật Trini số #674 nhân Lễ kỷ niệm 25 năm của Mighty Morphin Power Rangers, được thiết kế giống với Trang.
Năm 2023, Mighty Morphin Power Rangers: Once & Always, một phần phim đặc biệt thực hiện nhân kỷ niệm 30 năm loạt phim cùng tên ra đời, đã được sản xuất để tưởng nhớ Trang và Jason David Frank. Bộ phim đào sâu vào di sản của Thuy Trang và tập trung hậu quả cái chết của nhân vật Trini Kwan trong vũ trụ Mighty Morphin Power Rangers. Vì Frank đã qua đời khi phần phim đang được sản xuất, các cảnh quay lưu trữ và sự công nhận dành cho diễn viên này sau đó cũng được thêm vào.

## Tác phẩm đã tham gia
| Năm       | Tên tác phẩm                                  | Vai trò                                               | Ghi chú                  |
| --------- | --------------------------------------------- | ----------------------------------------------------- | ------------------------ |
| 1993–1994 | Mighty Morphin Power Rangers                  | Trini Kwan                                            | Vai chính; 80 tập        |
| 1994      | Walter Jones Hip Hop Dance Video              | Chính mình Nghệ sĩ khách mời cùng với Austin St. John | Video giải trí           |
| 1995      | Austin St John's Martial Art's Video          | Chính mình Nghệ sĩ khách mời cùng với Walter Jones    | Phim tài liệu            |
| 1995      | Encyclopedia of Martial Arts: Hollywood Stars | Chính mình                                            | Phim tài liệu            |
| 1996      | Spy Hard                                      | Thợ làm móng                                          | Cameo trong 10 phút phim |
| 1996      | The Crow: City of Angels                      | Kali                                                  | Vai diễn cuối cùng       |